# Humska zemlja
Humska zemlja (en serbio: Хумска Землја), también llamada Hum (en serbio: Хум), es una zemlja histórica que surgió en la Edad Media como una unidad administrativa bien definida de la Bosnia medieval gobernada por la Casa de Kosača. Incluía la mayor parte de la actual Herzegovina, Bosansko Primorje incluyendo Konavle, territorios en el sur de Dalmacia entre Omiš y el delta del Neretva, en Bocas de Kotor y al sur hasta Budva. El nombre de esta zemlja deriva del nombre anterior de la región, Zahumlia. La sede de la Casa de Kosača estaba en la ciudad y fortaleza de Blagaj y, durante el invierno, en Novi.